# 北京地铁DKZ16型电动车组
北京地铁DKZ16型电动车组是北京地铁的电动车组车款之一，于2007年11月起在2号线运营，配属于太平湖车辆段。

## 简介
DKZ16 是2号线的首款原装空调列车，由原北车长春轨道客车和北京地铁车辆装备共同制造，共 50 组 300 辆（编号 T401 ~ T450，其中 T429 和 T450 为备件车），每节车厢共四对车门（均为电动内藏门），列车两端拥有紧急出口，车厢内饰以蓝/白色调为主。

## 列车编组
|                                                             |              | DKZ16 ←（多数）外环方向（多数）内环方向→ |               |               |                 |               |               |
| 车辆编号                                                    | 车辆编号     | 1                                        | 2             | 3             | 4               | 5             | 6             |
| 集电靴                                                      | 集电靴       | 无                                       | 有            | 无            | 有              | 有            | 无            |
| 形式区分                                                    | 车厢编号     | T4××1 02 0××1                            | T4××2 02 0××2 | T4××3 02 0××3 | T4××4 02 0××4   | T4××5 02 0××5 | T4××6 02 0××6 |
| 形式区分                                                    | 车厢类型     | Tc                                       | M             | T             | M1              | M             | Tc            |
| 动力单元                                                    | 动力单元     | 单元1                                    | 单元1         | 单元2         | 单元2           | 单元3         | 单元3         |
| 安装机器设备                                                | 安装机器设备 | SIV (L)                                  | VVVF (L)      | CP (L)        | VVVF (R) CP (R) | VVVF (R)      | SIV (R)       |
| 额定载客量                                                  | 额定载客量   | 234 人                                   | 252 人        | 252 人        | 252 人          | 252 人        | 234 人        |
| VVVF：牵引逆变器装置；SIV：辅助电源装置；CP：电动空气压缩机 |              |                                          |               |               |                 |               |               |

## 整体设计
- 列车采用经过表面拉丝处理的流线型不锈钢车体，并在头车司机室采用玻璃钢材质，以提高列车的安全防护系数[9]；
- 列车采用先进的网络化控制理念，集成程度高，功能全面，各系统均秉承冗余设计的原则[9]；
- 列车首次在纵向压缩载荷为 80 t 的无涂装不锈钢车辆上研制出窗带结构，克服了窗带结构容易引起车体应力集中的困难，提升了车辆档次[10]；
- 与 DKZ4 相比，DKZ16 采用贯通道设计思路，车厢连接处不设分隔门[9]，并在车门处增设为残疾人服务的轮椅渡板机构[10]。

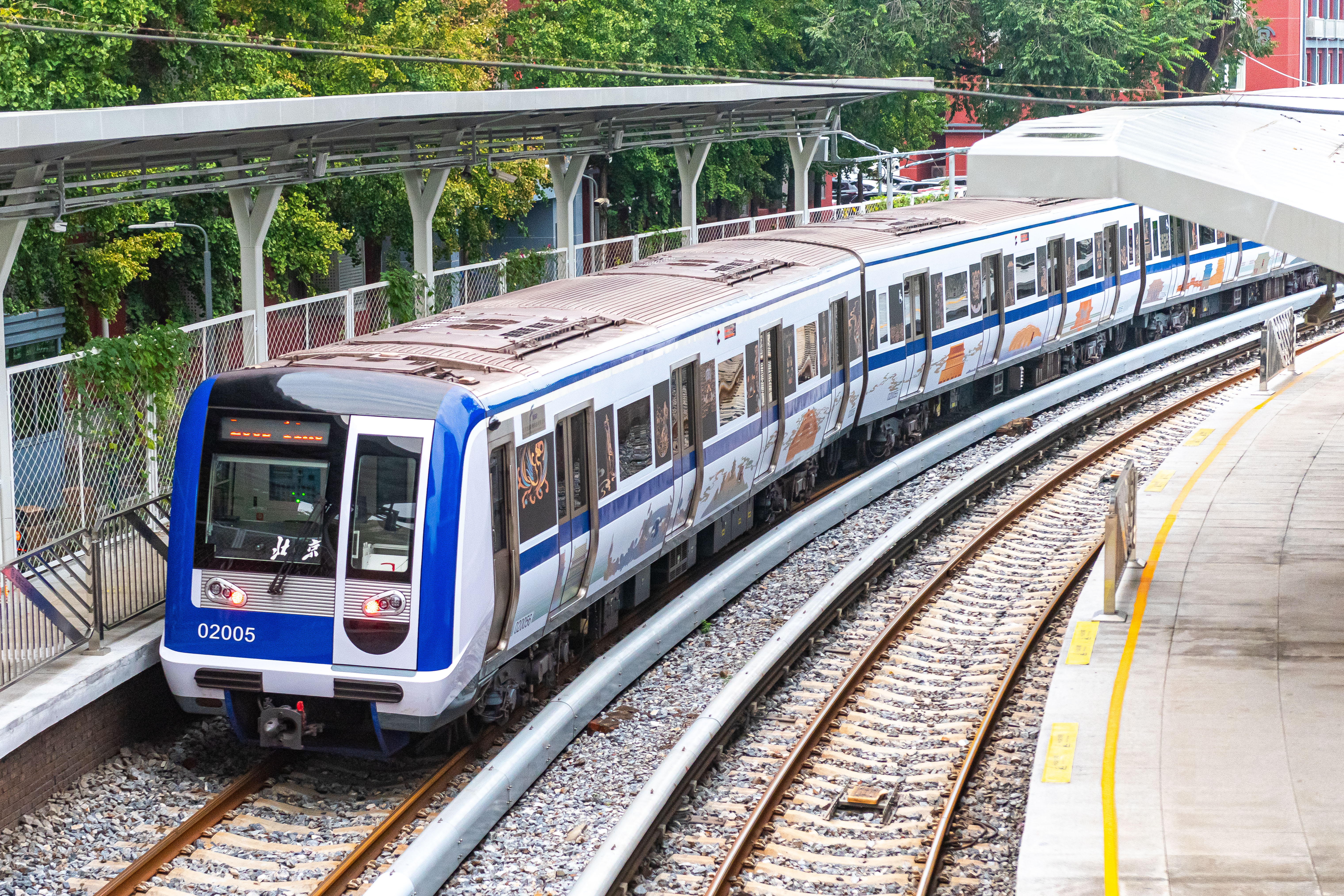
厂修后贴有北京中轴线主题广告的 02 005 车组驶入太平湖车辆段
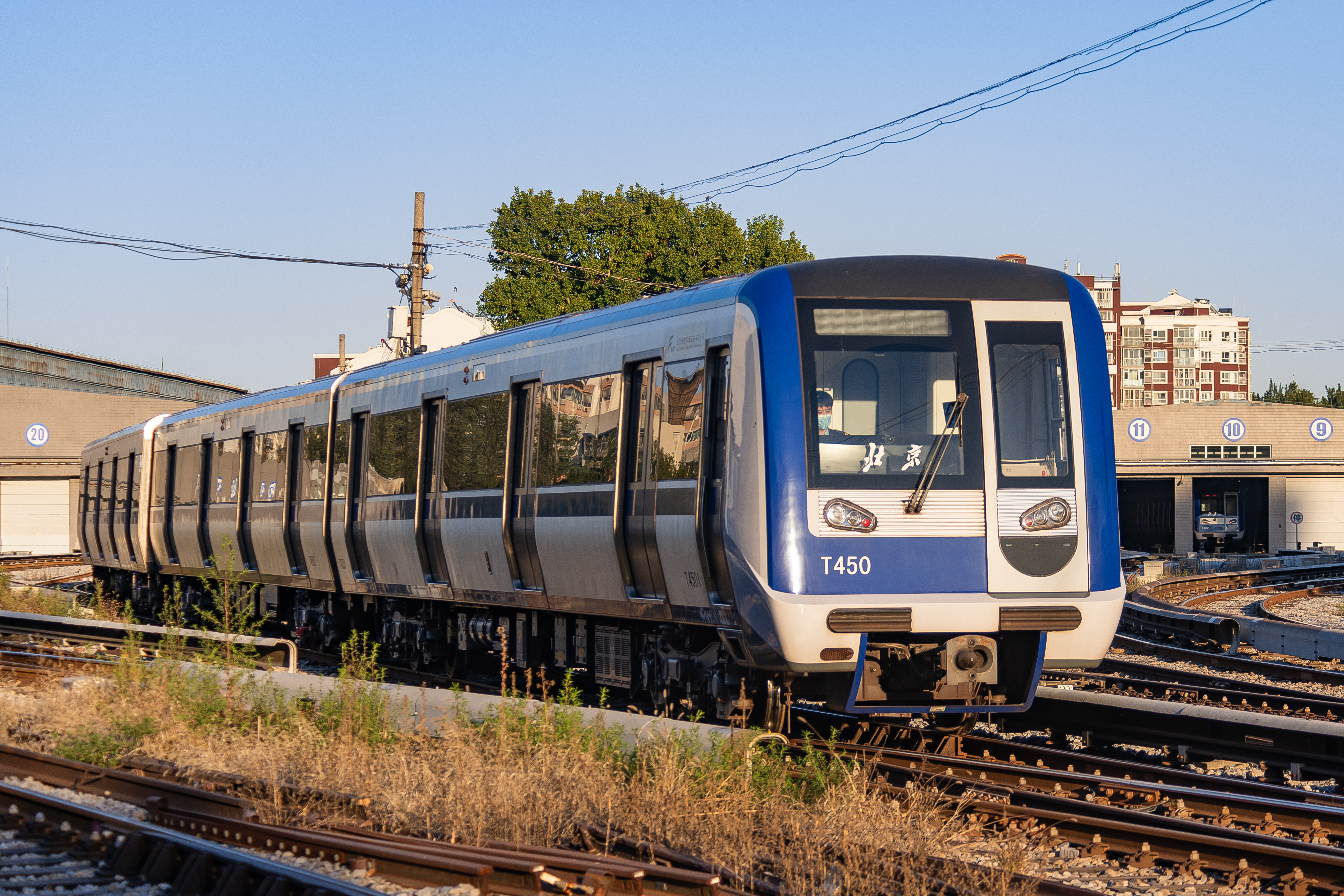
京车公司制造的第三批次 T450 车组驶出太平湖车辆段
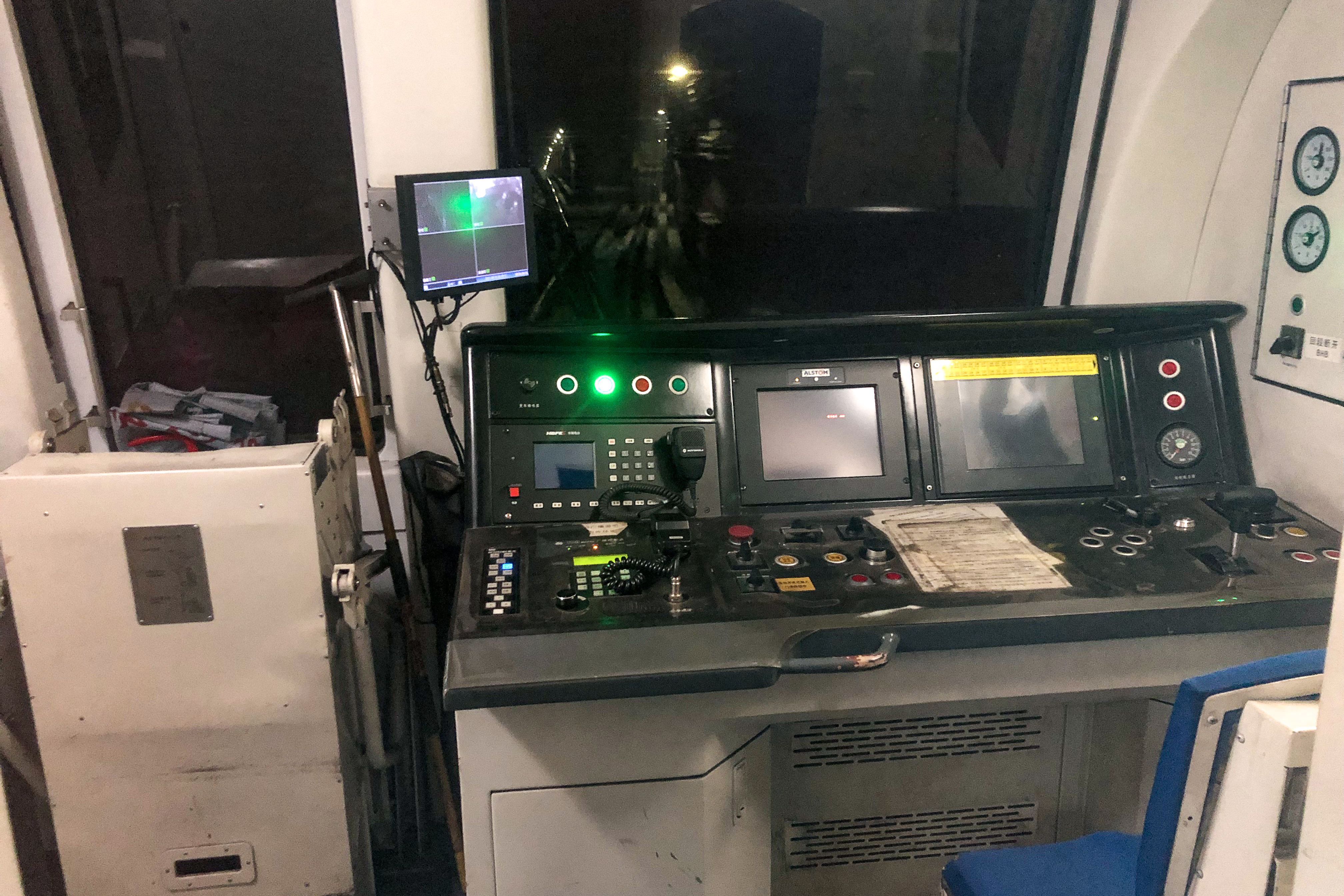
司机室（厂修前）
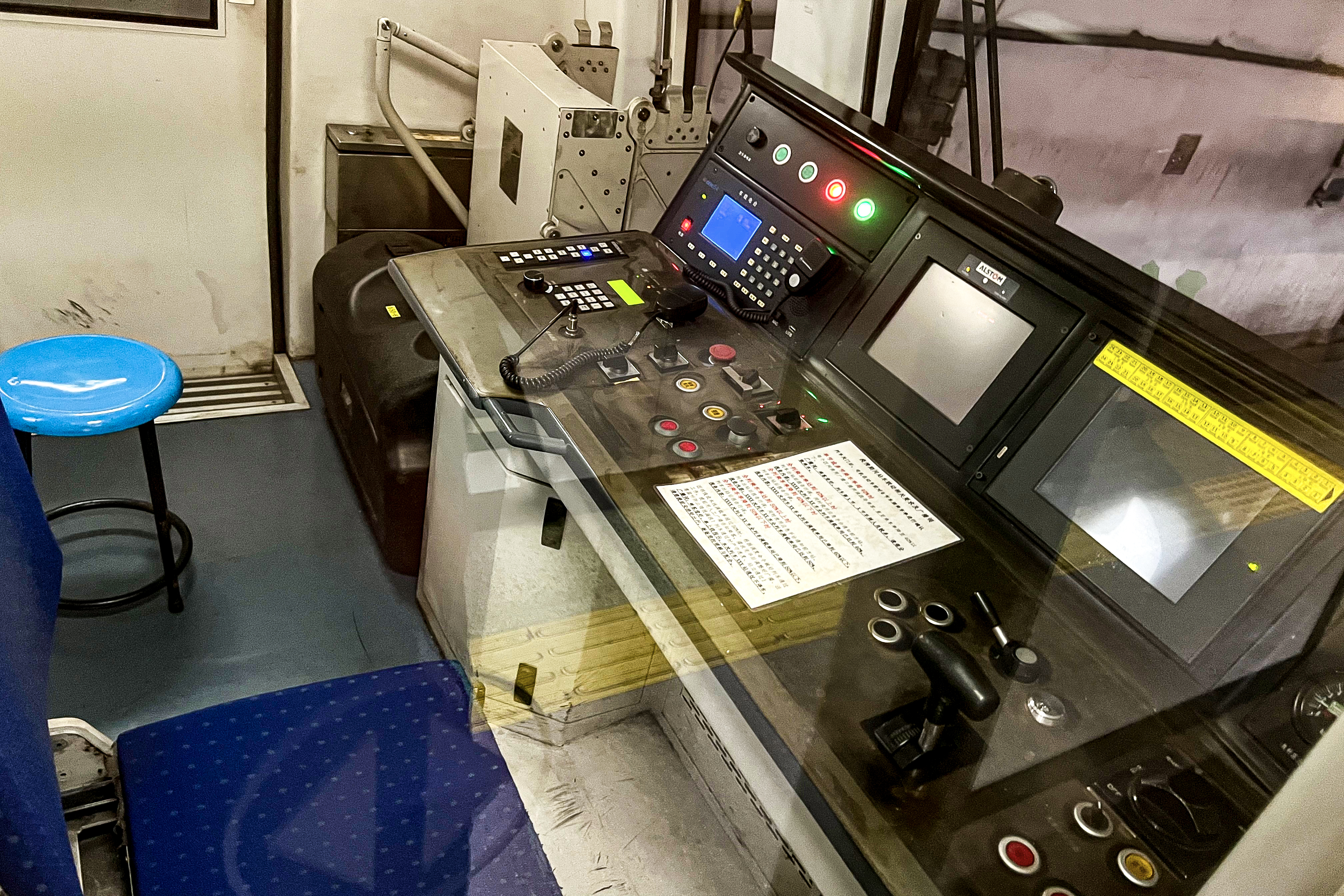
驾驶台（厂修前）
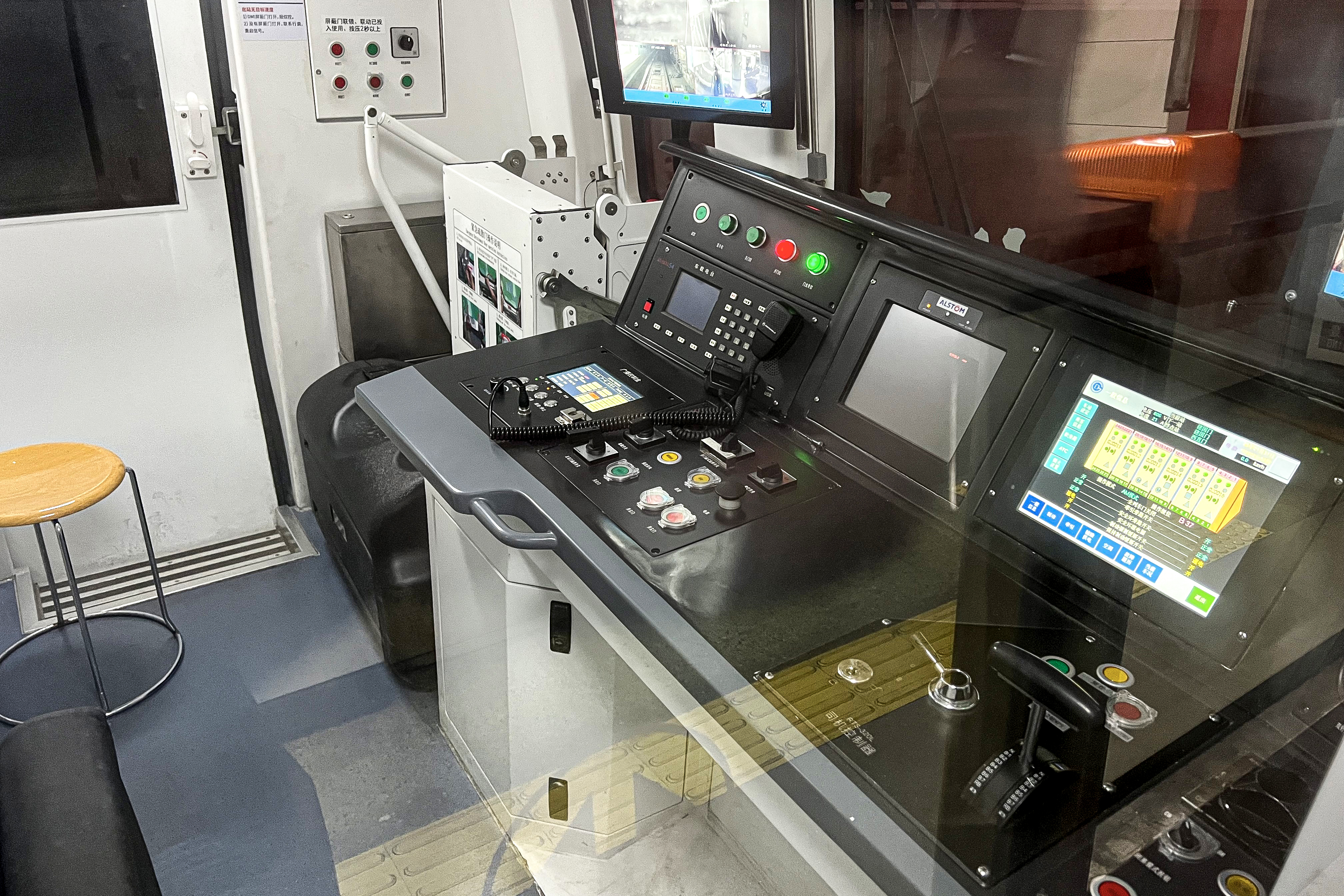
驾驶台（厂修后）
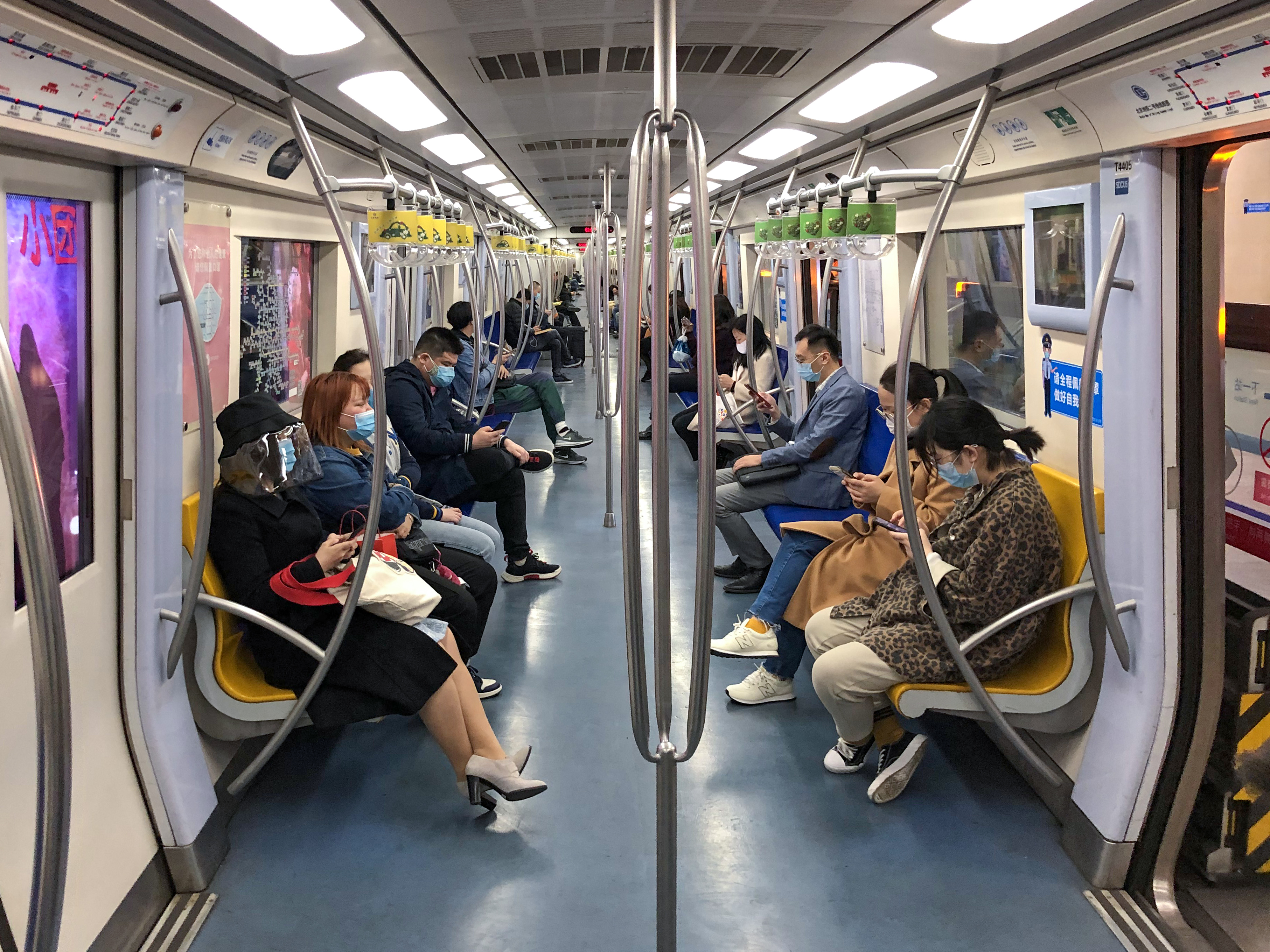
列车客室（厂修前）
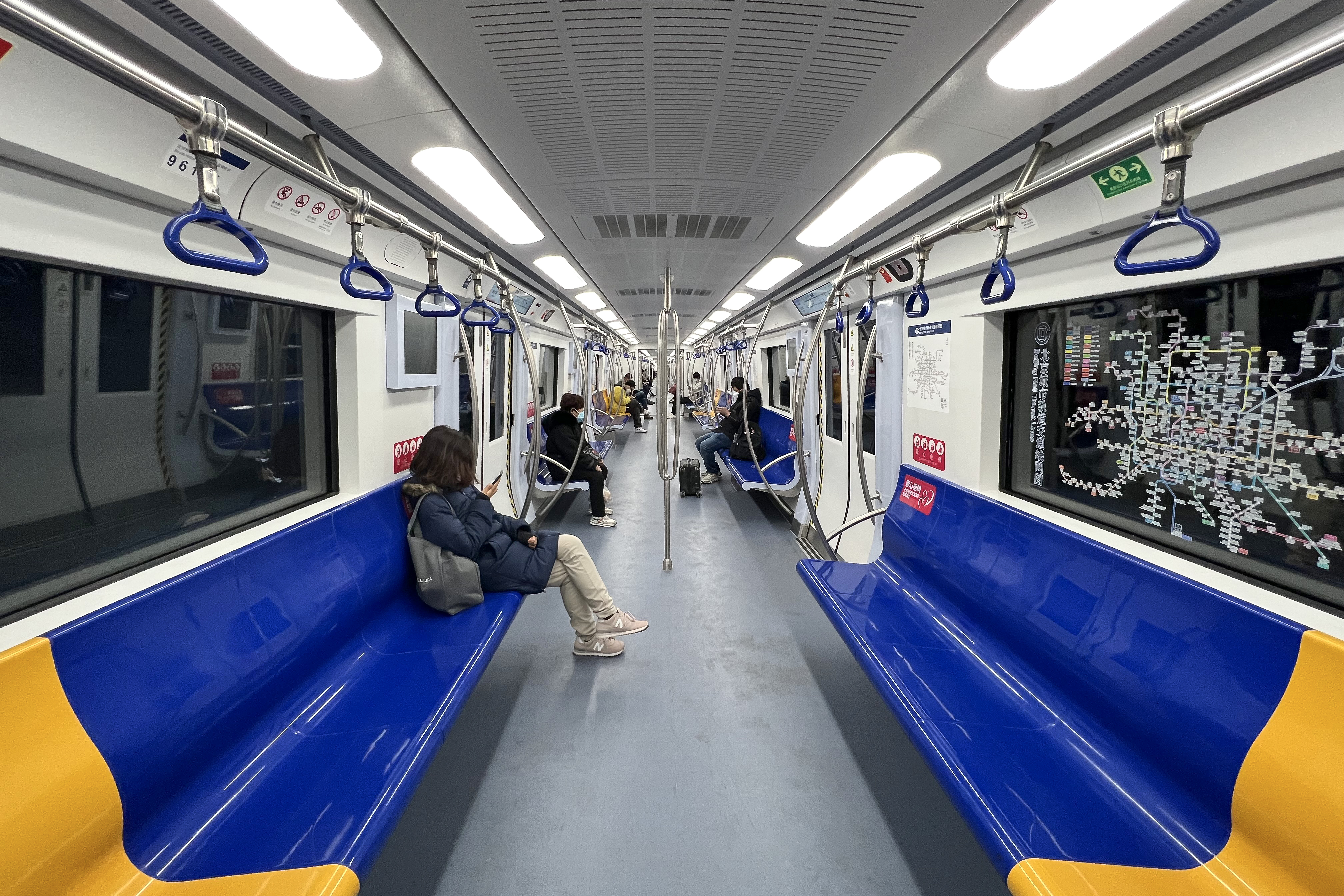
列车客室（厂修后）

## 电气系统

### 牵引系统
列车出厂时采用三菱电机设计的牵引系统，每列车的中间三节动车（2、4、5车厢）下方分别装有一台 MAP-184-75VD177 型牵引逆变器（内含 MS-F262 型功率单元和 MS-F263 型 B-CH 滤波电抗器）。每台牵引逆变器的重量为 745 kg，以1C4M1群方式驱动其所在动车的四台三相异步牵引电机，通过对滑差频率及输出相序的控制来实现列车的牵引/再生制动和向前/向后操作。

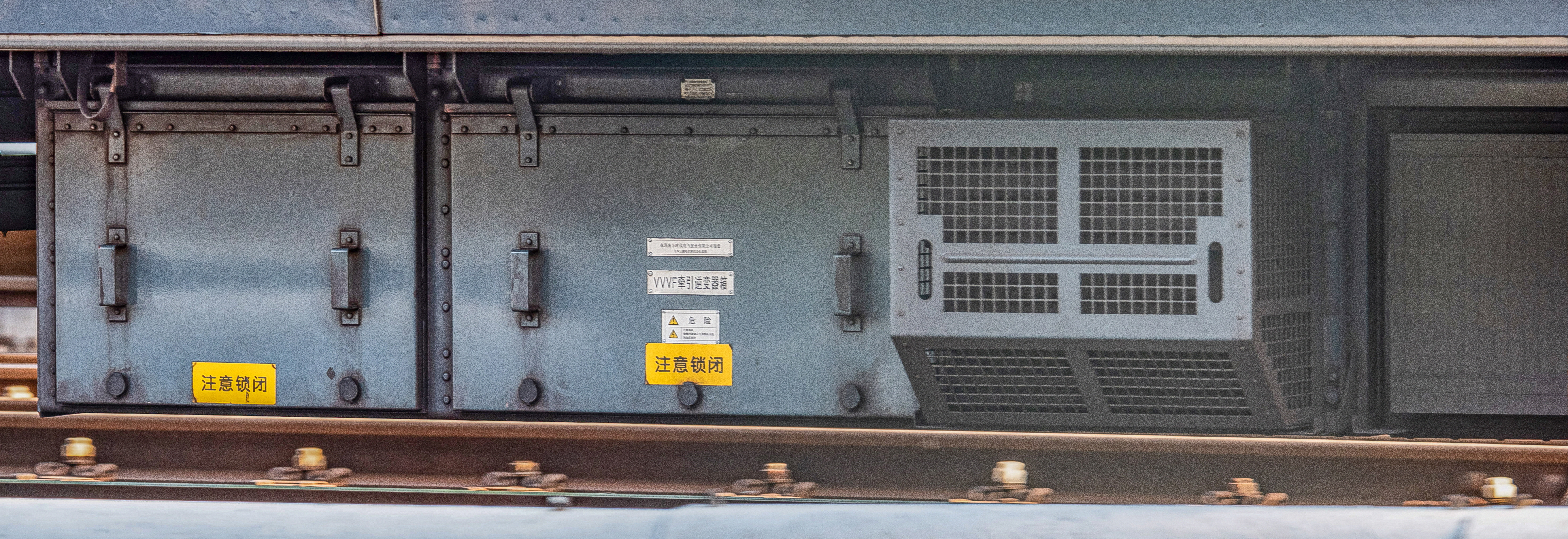
MAP-184-75VD177 型牵引逆变器

牵引电机的额定功率为 180 kW，额定电压为 550 V，额定电流为 240 A，工作频率 80 Hz，额定转速 2355 r/min。
02 001 号车组和 02 012 号车组在大修改造后将牵引逆变器更换为株洲中车时代电气制产品。

### 辅助供电系统
列车出厂时采用三菱电机设计的辅助供电系统，每列车的首尾两节拖车（1车厢和6车厢）下方分别装有一台 NC-IBT-180A 型辅助电源，二者朝向相反。辅助电源主要由输入滤波电路、IGBT 逆变器电路、AC 380 V 输出电路和 DC 110V / DC 24V 充电机电路组成，每台辅助电源的额定输出容量为 180 kVA，并具有扩展供电功能（当且仅当列车管理系统判断一台辅助电源出现主故障时启用，启用时由一台辅助电源负责整列车的供电，空调只能工作在通风模式）。
02 001 号车组和 02 012 号车组在大修改造后将辅助电源更换为株洲中车时代电气制产品。

### 制动系统
列车采用克诺尔集团制 EP2002 模拟式电空制动系统，内设监控终端，并具有自诊断和故障记录功能。
制动系统主要包括 VV120 空气压缩机及其配套电机、双塔干燥器、总风缸及制动风缸、网关阀、智能阀、辅助控制板等部分，以 1M1T 为一个制动单元，根据列车管理系统给出的电制动信号进行电控配合，并以单轴为单位进行防滑保护，具有结构紧凑、可靠性高、管路布线少、维修方便的特点。

### 空调系统
列车采用由王牌冷气（石家庄国祥）提供的空调系统（以 R407C 为制冷剂）。每节车厢的车顶两端各安装一台制冷量为 29 kW 的 KGD29D 型空调机组，每个司机室的顶部各安装一台制冷量为 2.4 kW 的 KG2.4 型空调机组，二者均为国产化两端出风空调机组在B型地铁车辆上的首次应用，与优化的风道设计结构、钢结构机组平台结构相配合，解决了小限界整车风量分配的均匀性难题和风道三通处的噪音难题。另有部分列车采用法维莱 KL29-BJ2 型空调机组。

### 乘客信息系统
列车采用天津北海通信技术提供的乘客信息系统，具体包括：
- 首尾两节拖车正面各安装一块 TBG-15338TH/03 型车头目的地显示器，显示“环行”或“回库”的中英文字样；
- 司机室和客室分别采用 TBY-7003K 和 TBY-70031 型扬声器，执行司机室对讲、报站播放等功能；
- 司机室内安装有 TBL-1012 型客室状态监视器，以全屏或四分屏方式轮流显示整列车 14 个摄像头的监控图像；
- 车厢连接处安装有 TBG-33210IN/03 型 LED 走字屏，显示列车运行的下一站、当前站或其他提示信息的中英文内容；
- 每节车厢的左右外侧各安装一块 TBG-33409SN/03 型车侧目的地显示器，显示列车运行的下一站、当前站和终点站，中文为红色显示，英文为绿色显示；
- 每扇车门上方各安装一块 TBA-2497K 型 LED 单点闪灯图，闪灯图附近安装有 TBA-2498K 型乘客紧急报警器；
- 车门附近安装有 TBL-1013 型 17 寸 LCD 显示器，播放移动电视节目。

## 列车运送过程

### 第1部分
列车从原北车长春轨道客车厂房出发，经哈大铁路、沈山铁路、京秦铁路、双沙铁路、丰双铁路到达小红门站，之后进入与北京地铁车辆装备厂房的联络线，通过北京地铁车辆装备厂房和宋家庄停车场的联络线，到达宋家庄停车场后进入5号线，再通过5号线和1号线位于东单站的联络线进入1号线，最后再通过1号线和2号线位于建国门站的联络线进入2号线，并到达太平湖车辆段。

### 第2部分
列车从北京地铁车辆装备厂房出发，通过北京地铁车辆装备厂房和宋家庄停车场的联络线，到达宋家庄停车场。之后进入5号线，再通过5号线和1号线位于东单站的联络线进入1号线，最后再通过1号线和2号线位于建国门站的联络线进入2号线，并到达太平湖车辆段。